# Tramvaiul din Lipova
Tramvaiul din Lipova a fost o rețea de tramvai în orașul Lipova. Ea a funcționat din 1911, când localitatea purta numele Lippa și făcea parte din Austro-Ungaria, până în 1936 și a fost operat ca un tramvai cu cai (în maghiară: lóvasút). 
Calea de rulare avea o lungime de 3,742 km cu un ecartament îngust de 700 de milimetri și făcea legătura între orașul Lipova și stațiunea balneară de la periferia sudică Băile Lipova, denumită inițial Lippafüred sau Lippafürdő, unde se afla un izvor de apă minerală (în maghiară: Savanyúkút fürdő). Traseul începea din Bazarul turcesc, numit pe atunci Piac tér (în germană: Marktplatz) și continua pe strada Nicolae Bălcescu (inițial Fő utca), strada Bogdan Petriceicu Hasdeu, strada Lugojului până la marginea sud-vestică a orașului. De acolo urma vechiul drum spre Lugoj până la stațiunea balneo-climaterică. Calea ferată Arad–Alba Iulia, inaugurată în 1868, și calea ferată îngustă Arad–Podgoria, intrată în exploatare în 1906, treceau prin Radna, dar nu traversau Mureșul către Lipova (aflat de cealaltă parte a râului). Turiștii care mergeau la Lipova coborau din tren în gara Radna, apoi traversau pe jos podul de peste râul Mureș și mergeau aproximativ 500 metri prin Híd utca – actuala stradă Nicolae Titulescu – până la Bazarul turcesc, unde era capătul tramvaiului.
Construcția liniei a fost decisă în 1908, la inițiativa directorului băilor István (Stephan) Huzli, și a început efectiv în anul 1910. Pe linia de tramvai circula vara un singur vagon care era tras de obicei de doi cai. În anul 1936 stațiunea balneară a fost extinsă și modernizată, șinele de tramvai au fost scoase, iar pe acest traseu au circulat în cele din urmă autobuze.